# K2-28
K2-28, EPIC 206318379 — одиночная звезда в созвездии Водолея на расстоянии приблизительно 206 световых лет (около 63 парсек) от Солнца. Видимая звёздная величина звезды — +16,06m.
Вокруг звезды обращается, как минимум, одна планета.

## Характеристики
K2-28 — красный карлик спектрального класса M4V. Масса — около 0,257 солнечной, радиус — около 0,288 солнечного, светимость — около 0,00794 солнечной. Эффективная температура — около 3940 К.

## Планетная система
В 2016 году командой астрономов, работающих с фотометрическими данными в рамках проекта Kepler K2, было объявлено об открытии планеты K2-28 b.